# 자포자기의 삶
자포자기의 삶(Desperate Living)은 미국에서 제작된 존 워터스 감독의 1977년 코미디, 범죄, 판타지 영화이다. 민크 스톨 등이 주연으로 출연하였고 존 워터스 등이 제작에 참여하였다.
전주국제영화제 소개 제목은 막가는 인생이다.

## 출연

### 주연
- 민크 스톨

### 조연
- 수잔 로우
- 메리 비비안 피어스
- 브룩 이튼